# Misteria eleuzyjskie

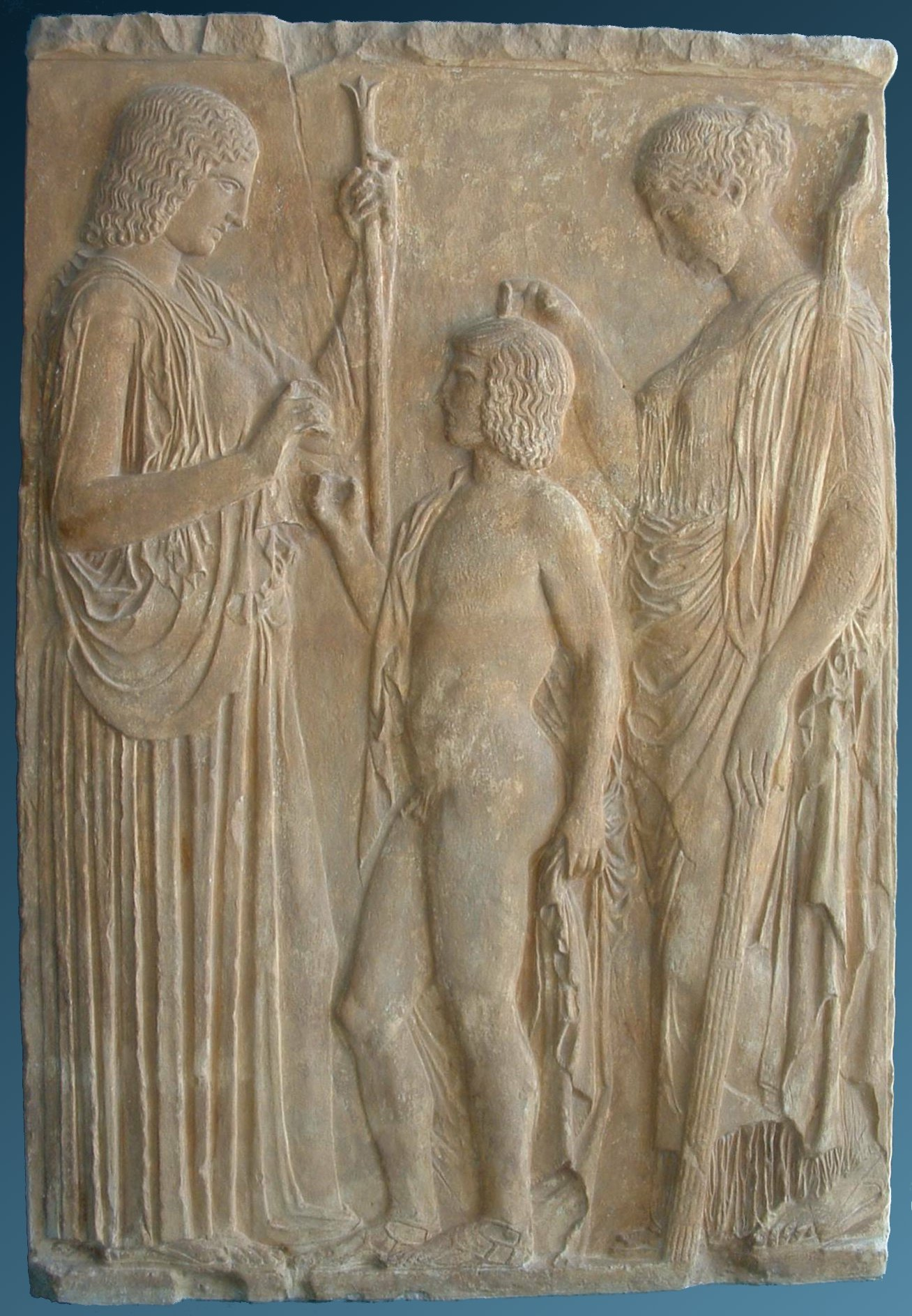
Demeter, Kora i Triptolemos. Relief z Eleuzis

Misteria eleuzyjskie, Eleuzynie – misteria odprawiane w starożytnej Grecji, w Eleusis, nieopodal Aten, związane z kultem Demeter, jej córki Persefony oraz Dionizosa. Zgodnie z tradycją miał je zapoczątkować Eumolpos.
Misteria odprawiane były przez 2 tysiące lat, od około XV w. p.n.e. do 391 n.e. oficjalnie (zakazane zostały przez cesarza Teodozjusza), później potajemnie. Należały one do najważniejszych i najświętszych kultów religijnych świata greckiego. Aby uczestniczyć w obrzędach, wystarczyło mówić po grecku i być w stanie czystości rytualnej. Wtajemniczenia mógł dostąpić każdy: bez względu na status społeczny (wolni i niewolnicy), płeć czy pochodzenie. Możliwość uzyskania wtajemniczenia wiązała się z tzw. czystością serca. Dokładnej tajemnicy misteriów podobno nikt z wtajemniczonych nie wyjawił.
Jedynym zachowanym do dziś świadectwem związanym z misteriami eleuzyjskimi jest tzw. tabliczka Ninnion, obecnie (2019) w zbiorach Narodowego Muzeum Archeologicznego w Atenach.

## Małe misteria
Co roku w miesiącu Anthesterior na przedmieściach Aten obchodzono tzw. małe misteria. Trwały one przez osiem dni pod przewodnictwem mystagoga. Polegały one na serii rytuałów oczyszczających jak: post, ofiary. Zaczynały się one w ateńskim Eleuzynionie, następnego dnia neofici wraz ze swoimi hierofantami szli w procesji nad morze, gdzie myli prosiaka składanego po powrocie do Aten w ofierze. Trzeciego dnia archont dokonywał wielkiej ofiary. W czwarty odbywała się wielka procesja, która pod wieczór kierowała się w stronę sanktuarium. Ostatnie dni obejmowały posty i ofiary na podwórzu zewnętrznego sanktuarium.

## Wielkie misteria
Wielkie misteria odbywały się w miesiącu boedromion. Ich przebieg wyglądał następująco: 14 dnia miesiąca przenoszono „święte obiekty” z sanktuarium w Eleusis do Eleusionu w Atenach. Następnego dnia na agorze hierofant ogłaszał zgromadzonym rozpoczęcie misteriów. 16 dnia miała miejsce kąpiel w morzu z pochodniami, natomiast dwa następne dni trwał post. 19 dnia rozpoczynała się wielka procesja z Aten do Eleusis. W czasie pochodu tłum czcił Demeter radosnymi pląsami i śpiewami. Wraz z pojawieniem się pierwszej gwiazdy kończył się okres postu, który ustanowiono na pamiątkę błąkającej się i nieprzyjmującej pokarmów Demeter. Po dotarciu procesji do Eleusis obrzędy odbywały się w mogącym pomieścić nawet trzy tysiące ludzi Telesterionie. Dopiero gdy, przybywszy na miejsce, uczestnicy zagłębili się we wnętrzach sanktuarium, zaczynała obowiązywać zasada milczenia. Sam ceremoniał wewnątrz świątyni był aktem zindywidualizowanym. Osoba, która dostąpiła wtajemniczenia, poznawała umówiony znak czy hasło będące znamiennym dowodem dopełnienia ceremonii (tzw. synthema).